# Geoperingueyia crabilli
Geoperingueyia crabilli är en mångfotingart som beskrevs av Pereira 1981. Geoperingueyia crabilli ingår i släktet Geoperingueyia och familjen storjordkrypare. Inga underarter finns listade i Catalogue of Life.